# Ахмед Яшат
Ахмед Яшат (азерб. Əhməd Yaşat; 1917, Шеки — 26 января 1985, Анкара, Турция), настоящее имя Ширинзаде Ахмед Гасан оглы (азерб. Şirinzadə Əhməd Həsən oğlu) — врач, член Азербайджанского легиона Азербайджанской эмиграции.
Ответственный директор журнала «Азербайджан», издаваемого Азербайджанской культурной ассоциацией в Анкаре.

## Биография
Ахмед Яшат родился вторым сыном в 1917 году, в Шеки, в семье Гасана Ширинзаде и Захры ханум. Его брата звали Энвер, а сестёр Зарифа и Азиза. Первое и среднее образование он получил в Шеки, далее он уехал в Баку и пошел учиться на врача. Во время Второй мировой войны, Ахмед Ширинзаде был направлен на финский фронт. Эмигрант рассказал об этой памяти своим друзьям: «Когда я был молодым врачом, меня отправили туда. Русские войска думали, что через два месяца победят Финляндию. Но они не могли ни на шаг пойти вперед против горстки финской армии. В Финляндии, которая покрыта большими лесами, каждое дерево являлось штабом их солдата. Несколько финских солдат со скоростью молнии стреляли в российские подразделения. Русская армия, не привыкшая к такому, была изумлена. Далее на фронт были отправлены отряды, состоящие из мужчин-лыжников, но и у них не получилось побороть финнов. Именно так Советская Россия, благодаря Финляндии опозорилась на весь мир»
После нападения Третьего Рейха на СССР, Ахмед бек был отправлен на немецкий фронт. Он поделился воспоминаниями об этом периоде с друзьями: «Мы ждали их нападения. Я был врачом в танковой бригаде. За день до нападения,ночью, русские устроили пир  среди своих частей. А наутро немцы напали. Русские объединения,  не бросали ни одного снаряда до тех пор, пока  не были захвачены немцами, оказавшись в  плену. Так началась рабская жизнь».
После освобождения из плена, Яшат работал врачом на заднем фронте. Материально и морально поддерживал Азербайджанский легион. После войны жил некоторое время в Ганновере, работая по своей специальности.
В то же время, по указаниям Расулзаде,он участвовал в национальной борьбе за независимость. Яшат смог спастись накануне,когда легионеры, сражавшиеся на стороне Германии, были доставлены русским. В 1948 году отправился в Турцию. И здесь, работая по своей специальности, он занимался врачебной деятельностью до своих последних дней. Когда в Анкаре была создана «Ассоциация Азербайджанской культуры», Ахмед Яшат дважды был избран председателем. Первое его председательство продолжалось от 2 декабря 1962 года и до 20 декабря 1965 года, а второе от 2 сентября 1969 года и до 26 декабря 1970 года.Ахмед Яшат умер 26 января 1985 года, прожив 68 лет.

## Воспоминания
Воспоминания об участии в Зимней войне:
Молодым врачом меня отправили на финский фронт. Русские армии думали, что победят Финляндию за месяц или два. Но старые части не могли продвинуться ни на шаг перед горсткой финской армии. В Финляндии, покрытой большими лесами, каждое почерневшее дерево было штабом финского солдата. Несколько молниеносно прибывших финских солдат вели огонь по русским частям. Непривычные к этому русские армии были обезумели. На этот раз на фронт были отправлены части мужчин на лыжах, и они не могли воевать. Таким образом, перед маленькой Финляндией старая Советская Россия стала позором перед всем миром.
Во время Второй мировой войны Ахмед-бей был отправлен на фронт. Он сказал эти вещи о своем захвате:
Мы ждали нападения немцев. Я был медиком в танковой бригаде. В ночь перед атакой русские устроили партию войскам. Они ели и пили. Атака немцев началась рано утром. Другие русские части, такие как наша бригада, которая не выпустила ни одного снаряда, пока не двинулись русские танки, также были окружены немцами и взяты в плен. Так началась первая жизнь в рабстве.

## Семья
Ахмед Ширинзаде родился в 1917 году в семье Гасана Ширинзаде и Захры Ширинзаде. У него был брат по имени Анвар и сестры по имени Зарифа и Азиза.